# Alexander II Zabinas

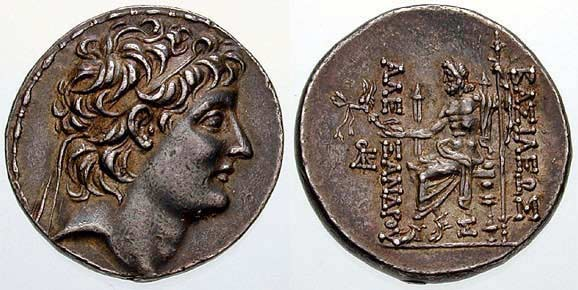

Alexander II Zabinas  var kung i seleukidriket 128-123 f.Kr. Han hävdade sig vara adopterad son till Antiochos VII.
Alexander fungerade som den egyptiske kungen Ptolemaios VII spelbricka i de Seleukidiska tronstriderna (den legitime regenten Demetrios II hade stött Ptolemaios motståndare i hans egen kamp om den egyptiska tronen). Alexander lyckades besegra Demetrios och kunde regera i några år men när hans egyptiska stöd sinade drevs han iväg av Demetrios son Antiochos VIII.